# Kapelle Elfringhausen

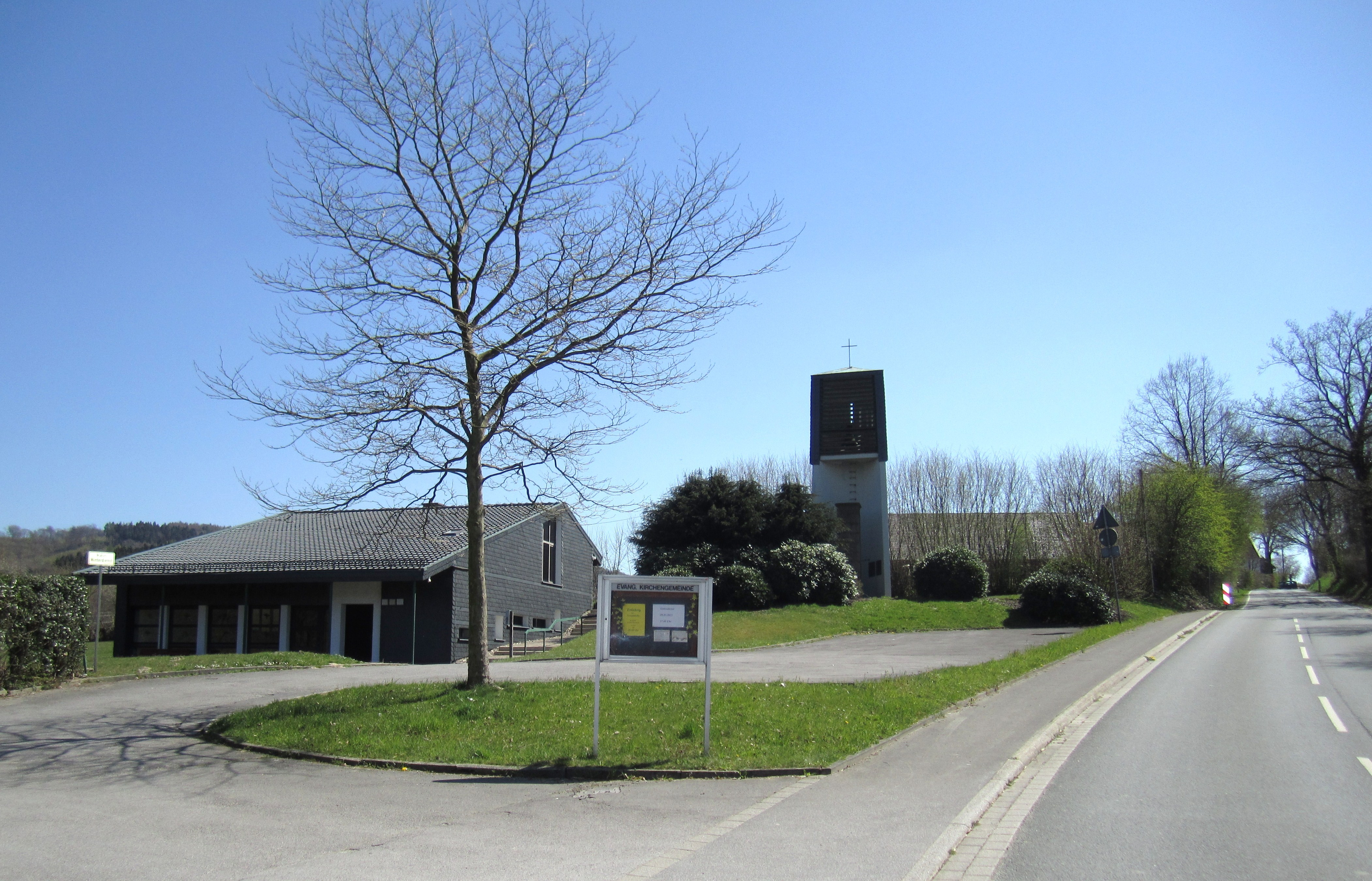
Evangelische Kapelle Elfringhausen

Die Evangelische Kapelle Elfringhausen ist ein Sakralbau der Evangelischen Kirchengemeinde Nierenhof an der Felderbachstraße 67 im Ortsteil Oberelfringhausen von Hattingen. Sie steht am Eingangsbereich des 1900 eröffneten Friedhofs Elfringhausen.

## Geschichte
Schon Mitte der 1950er Jahre beschäftigte sich der Gemeinderat Elfringhausen mit dem Bau einer Kapelle mit Totenhalle auf dem Gelände vor dem Friedhof in Oberelfringhausen. Mehrere Spendenaktionen sind belegt, der Elfringhausener Sparverein stellte der Kirchengemeinde das Baugrundstück kostenlos zur Verfügung. Doch mit dem Bau konnte erst 1963 begonnen werden. Am 4. Oktober 1964 wurde der Bau eingeweiht. Der Architekt war Horst Seebold. Ende der 1980er Jahre folgte eine umfassende Renovierung.